# Primera División 1922 (AAm)
La Primera División 1922, organizzata dalla Asociación Amateurs de Football e disputatasi dal 9 aprile 1922 al 15 luglio 1923, si concluse con la vittoria dell'Independiente.

## Classifica finale[1]
| Pos. | Squadra                     | Pt | G  | V  | N  | P  | GF | GS | DR  |
| ---- | --------------------------- | -- | -- | -- | -- | -- | -- | -- | --- |
| 1.   | Independiente               | 65 | 40 | 30 | 5  | 5  | 97 | 27 | +70 |
| 2.   | River Plate                 | 61 | 40 | 25 | 11 | 4  | 58 | 18 | +40 |
| 3.   | San Lorenzo                 | 60 | 40 | 24 | 12 | 4  | 65 | 25 | +40 |
| 4.   | Racing Club                 | 57 | 40 | 23 | 11 | 6  | 65 | 30 | +35 |
| 5.   | Gimnasia y Esgrima La Plata | 53 | 40 | 22 | 9  | 9  | 52 | 30 | +22 |
| 6.   | Platense                    | 52 | 40 | 20 | 12 | 8  | 56 | 30 | +26 |
| 7.   | Vélez Sarsfield             | 42 | 40 | 16 | 10 | 14 | 47 | 43 | +4  |
| 7.   | Banfield                    | 42 | 40 | 18 | 6  | 16 | 52 | 55 | -3  |
| 9.   | Tigre                       | 41 | 40 | 15 | 11 | 14 | 50 | 45 | +5  |
| 10.  | Atlanta                     | 39 | 40 | 14 | 11 | 15 | 42 | 40 | +2  |
| 11.  | San Isidro                  | 35 | 40 | 12 | 11 | 17 | 46 | 51 | -5  |
| 11.  | Ferro Carril Oeste          | 35 | 40 | 15 | 5  | 20 | 43 | 53 | -10 |
| 13.  | Estudiantil Porteño         | 34 | 40 | 14 | 6  | 20 | 43 | 53 | -10 |
| 13.  | Sportivo Almagro            | 34 | 40 | 12 | 10 | 18 | 46 | 58 | -12 |
| 15.  | Defensores de Belgrano      | 32 | 40 | 12 | 8  | 20 | 41 | 55 | -14 |
| 16.  | Barracas Central            | 31 | 40 | 10 | 11 | 19 | 35 | 53 | -18 |
| 17.  | Sportivo Buenos Aires       | 30 | 40 | 10 | 10 | 20 | 42 | 64 | -22 |
| 18.  | Lanús                       | 28 | 40 | 10 | 8  | 22 | 47 | 69 | -22 |
| 19.  | Estudiantes Buenos Aires    | 27 | 40 | 10 | 7  | 23 | 35 | 61 | -26 |
| 20.  | Palermo                     | 21 | 40 | 7  | 7  | 26 | 40 | 85 | -45 |
| 20.  | Quilmes                     | 21 | 40 | 8  | 5  | 27 | 25 | 82 | -57 |

## Classifica marcatori[2]
| Gol |  |  | Giocatore     | Squadra       |
| --- |  |  | ------------- | ------------- |
| 55  |  |  | Manuel Seoane | Independiente |

Le 55 reti messe a segno da Seoane sono il record di marcature realizzate in un singolo campionato in Argentina.